# Gamla bron
Gamla bron (Alte Brücke) ist Umeås älteste erhaltene Brücke über den Ume älv; sie ist 301 Meter lang.

## Geschichte
Vor dem Bau der Gamla bron hatte Umeå keine feste Brücke über den Fluss; Personen und Stückgut wurde per Fähre übergesetzt. In der zweiten Besetzung von Umeå im Russisch-Schwedischen Krieg bauten die Russen im Jahre 1809 eine Pontonbrücke über den Fluss, die aber bald danach von einer Flut weggerissen wurde.
Lange Zeit erschien der Bau einer Brücke als zu teuer. Erst der Offizier und Gouverneur Gustaf Munthe interessierte sich bei seinem Amtsantritt im Jahr 1856 für das Thema und 1858 ließ er prüfen, wo eine Brücke am geeignetsten sei. Als Ergebnis wurde ab 1860 die Gamla bron an der heutigen Stelle gebaut und 1863 eröffnet. Zur Finanzierung musste lange Zeit jeder eine Gebühr bezahlen, der die Brücke überqueren wollte.
Nach nur einem Jahrzehnt mussten die ursprünglichen Holzarbeiten erneuert werden und 1894/95 wurde das Holz durch Stahl ersetzt und die Brücke bekam ihr heutiges Aussehen.
Heute wird die Brücke nur von Fußgängern und Radfahrern benutzt. 2013 wurden Schäden entdeckt, die repariert werden müssen.